# Platychoerops
Platychoerops (лат.) — вымерший род млекопитающих подотряда Plesiadapiformes, обитавший в эпоху палеоцена — эоцена около 59,2—47,8 млн лет назад в Европе (Франция и Великобритания). Это были древесные растительноядные животные.

## Виды
На декабрь 2023 года в род включают 5 вымерших видов:
- † Platychoerops antiquus Boyer et al. 2012
- † Platychoerops boyeri De Bast et al. 2018
- † Platychoerops daubrei Lemoine 1880
- † Platychoerops richardsoni Charlesworth 1855 typus
- † Platychoerops russelli Gingerich 1976